# Estridentismo
Estridentismo foi um movimento artístico inscrito no ciclo das vanguardas históricas, surgido em 1921, na Cidade do México, de caráter intedisciplinar, combinando aspectos dos movimentos cubista, futurista e dadaísta.
Fundado pelo poeta Manuel Maples Arce, visava enaltecer a emoção como fonte de criação estética, baseando sua expressão em associações livres. Sendo também uma vanguarda política, se opuseram ao modernismo considerado elitista do grupo chamado "Os contemporâneos".
Procuram reunir-se em um mesmo lugar, Xalapa, que se tornou um centro cultural, com o apoio do governador local. Referiam-se ao local, em suas obras, com o nome de "Estridentópolis". Neste tempo ajudaram na criação de uma universidade no local. Sendo o governador destituído do cargo pelo seu apoio a uma campanha trabalhista, o grupo se desfez em 1927.
O movimento congregou  poetas, prosadores, jornalistas, ensaístas, dramaturgos, pintores, desenhistas, fotógrafos, gravadores e músicos.